# Perry McCarthy
Perry Edward McCarthy (Stepney, 3 marzo 1961) è un ex pilota automobilistico britannico.

## Carriera
Iniziò la sua carriera nel mondo dell'automobilismo con promettenti risultati nelle formule minori. 

### Formula 1
Entrò nel circus della Formula 1 nel 1991 quando fu scelto come test driver dalla scuderia Footwork per il campionato 1991; sarà pilota ufficiale l'anno successivo con la squadra italiana Andrea Moda Formula.
La stagione si rivelò disastrosa a causa della completa disorganizzazione del team, che dopo alcune apparizioni non competitive e gravi problemi legali fu esclusa dal circus con l'accusa di aver "danneggiato la reputazione dello sport". McCarthy non si qualificò mai e spesso riuscì a malapena a uscire dai box.
Dopo l'esclusione della sua scuderia, effettuò dei test sul Circuito di Spa-Francorchamps per la Benetton a bordo di una Benetton B192, l'esito positivo gli valse il contratto di tester per la stagione 1993. Successivamente per la stagione 1994 partecipò ad un test con la Williams per il ruolo di tester, ma gli fu preferito il giovane David Coulthard.
Dopo una breve pausa McCarthy tornò all'automobilismo disputando diverse gare sport, correndo nella categoria Le Mans Series.

## Esperienze cinematografiche e televisive
- Perry McCarthy ha preso parte al film Adrenalina blu - La leggenda di Michel Vaillant, girato alla 24 ore di Le Mans del 2002. Durante la gara, infatti, il pilota inglese ha guidato una Panoz LMP1 Roadster S che, nel film, rappresenta la vettura del team Leader, principale avversario dei Vaillant
- Perry McCarthy ha interpretato, fino alla terza stagione, il ruolo di The Stig più precisamente di Black Stig, il nome della prima versione del pilota della trasmissione britannica Top Gear, la cui identità venne rigorosamente tenuta segreta
- Attualmente lavora come commentatore sportivo alla BBC.

## Risultati in Formula 1
| 1992 | Scuderia | Vettura |  |  |     |     |     |     |     |    |     |    |     |    |     |  |  |  |  | Punti | Pos. |
| ---- | -------- | ------- |  |  | --- | --- | --- | --- | --- | -- | --- | -- | --- | -- | --- |  |  |  |  | ----- | ---- |
| 1992 | Moda     | S921    |  |  | NPR | NPQ | NPQ | NPQ | NPR | NA | NPQ | ES | NPQ | NQ | NPR |  |  |  |  | 0     |      |

| Legenda | 1º posto     | 2º posto | 3º posto    | A punti         | Senza punti/Non class.  | Grassetto – Pole position Corsivo – Giro più veloce |
| Legenda | Squalificato | Ritirato | Non partito | Non qualificato | Solo prove/Terzo pilota | Grassetto – Pole position Corsivo – Giro più veloce |